# Charlotte Checkers (EHL)
Die Charlotte Checkers waren ein US-amerikanisches Eishockeyfranchise der Eastern Hockey League und Southern Hockey League aus Charlotte, North Carolina. 

## Geschichte
Das Franchise wurde in Baltimore, Maryland, unter dem Namen Baltimore Clippers als Mitglied der Eastern Hockey League gegründet. Als das eigene Stadion einem Brand zum Opfer fiel, wurde die Mannschaft fünf Spieltage vor Ende der Saison 1955/56 nach Charlotte, North Carolina, umgesiedelt und in Charlotte Rebels umbenannt. Die folgenden vier Jahre verbrachte das Team unter dem Namen Charlotte Clippers, ehe es den Namen Charlotte Checkers annahm. Als die Eastern Hockey League 1973 aufgelöst wurde, wechselten die Checkers in die Southern Hockey League. In den Jahren 1975 und 1976 belegten die Checkers jeweils nach der regulären Saison den ersten Tabellenplatz der Southern Hockey League und gewannen in den Playoffs die Meisterschaft der Liga. Damit waren sie das erfolgreichste Team der Liga. Nachdem die Saison 1976/77 aus finanziellen Gründen vorzeitig abgebrochen und die Liga eingestellt wurde, stellten auch die Charlotte Checkers den Spielbetrieb ein. 
Erst 1993 nahm ein gleichnamiges Team in der East Coast Hockey League den Spielbetrieb wieder auf und setzte die Tradition der Charlotte Checkers fort.

## Saisonstatistik (SHL)
Abkürzungen: GP = Spiele, W = Siege, L = Niederlagen, T = Unentschieden, OTL = Niederlagen nach Overtime SOL = Niederlagen nach Shootout, Pts = Punkte, GF = Erzielte Tore, GA = Gegentore, PIM = Strafminuten
| Saison  | GP | W  | L  | T  | OTL | SOL | Pts | GF  | GA  | Platz   | Playoffs |
| 1973/74 | 72 | 44 | 27 | 1  | —   | —   | 86  | 309 | 227 | 2., SHL |          |
| 1974/75 | 72 | 50 | 21 | 1  | —   | —   | 101 | 370 | 256 | 1., SHL |          |
| 1975/76 | 72 | 42 | 20 | 10 | —   | —   | 94  | 302 | 206 | 1., SHL |          |
| 1976/77 | 50 | 22 | 25 | 3  | —   | —   | 47  | 180 | 186 | 3., SHL |          |

## Team-Rekorde (SHL)

### Karriererekorde
Spiele: 262  Guy Burrowes
Tore: 128  Yvon Dupuis
Assists: 153  Guy Burrowes
Punkte: 224  Wayne Chrysler
Strafminuten: 314  Gary Wood